# NGC 6858
NGC 6858 – grupa gwiazd znajdująca się w gwiazdozbiorze Orła, prawdopodobnie gromada otwarta. Odkrył ją John Herschel 29 lipca 1829 roku. Znajduje się w odległości ok. 4,3 tys. lat świetlnych od Słońca oraz 25,3 tys. lat świetlnych od centrum Galaktyki.